# أندرو برنارد
أندرو برنارد (بالإنجليزية: Andrew Bernard)‏ هو اقتصادي أمريكي، ولد في 20 يونيو 1963.